# Овчина

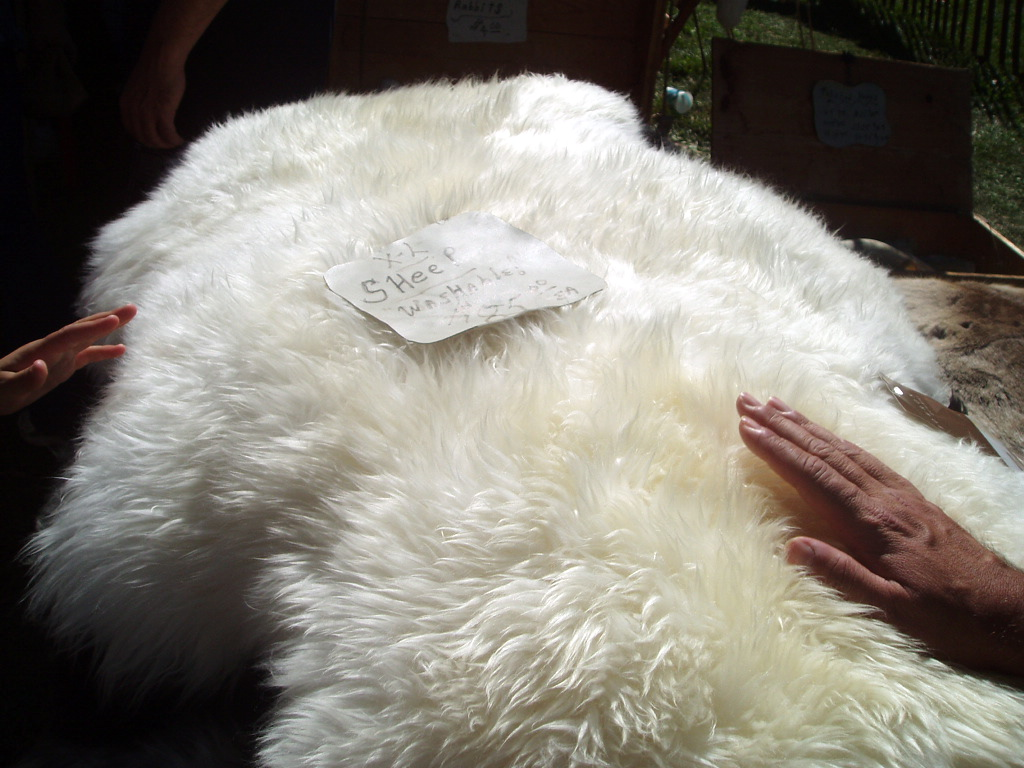
Цельная овечья шкура

Овчина — шкура, снятая со взрослых овец и молодняка старше 6 месяцев; может быть снята как с убитой, так и с умершей особи. Шкуры, снятые с ягнят более младшего возраста, относятся к другим видам меха (мерлушка, смушка, каракуль и т. д.).
У народов Восточной Европы, включая восточных славян, овчина благодаря своей доступности была основным материалом для меховой верхней одежды у простолюдинов (в частности, одежда из овчины как атрибут простонародья отмечается ещё в древнерусских документах). В центральных и северных районах России даже был широко развит овчинно-шубной промысел, и там располагались основные центры по производству меховой одежды из овчины (в частности, в Романово-Борисоглебском уезде Ярославской губернии (ныне Тутаевский район Ярославской области), выведенная там романовская порода овец является источником высококачественной овчины, из которой изготовляли известные в своё время романовские шубы).

## Разновидности

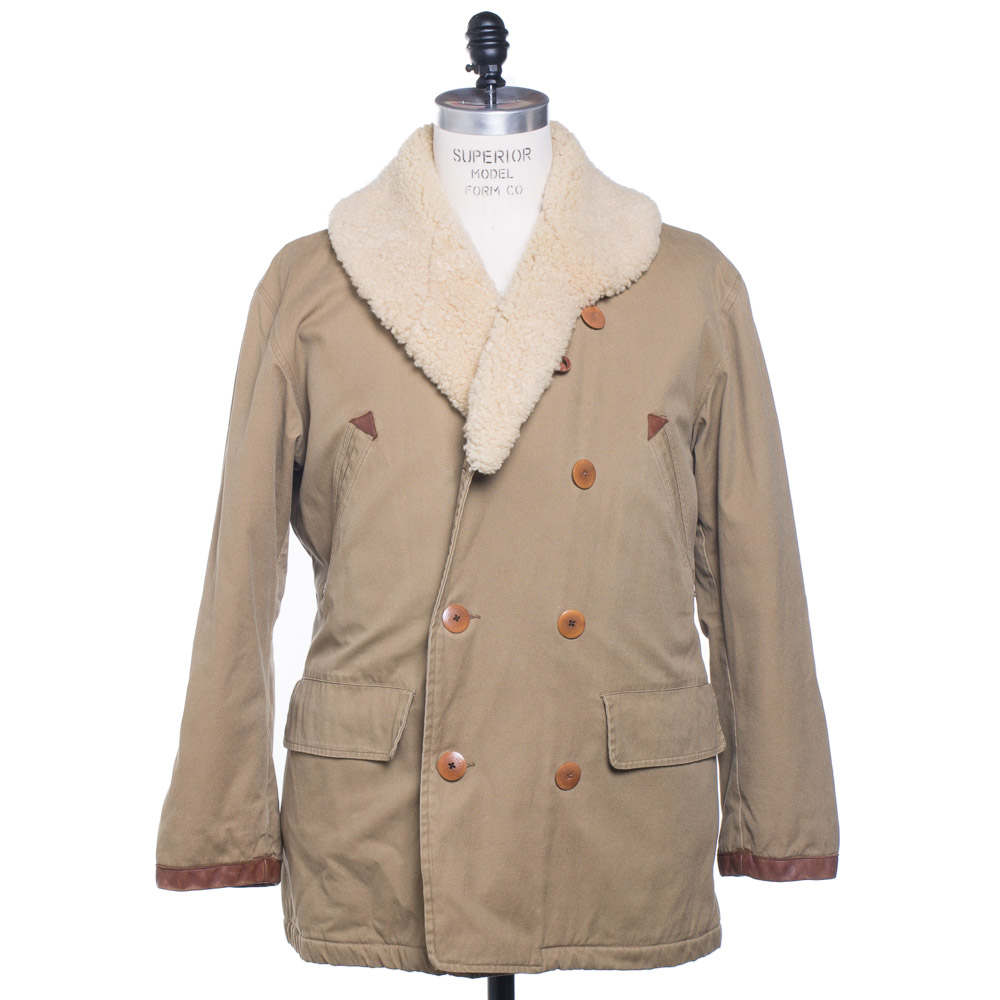
Куртка-дублёнка, подбитая овчиной, Polo Ralph Lauren

Различают три вида овчин: меховые, кожевенные (например шевро и шеврет) и шубные.
Меховые овчины получают от тонкорунных, полутонкорунных, тонкорунно-грубошёрстных овец с однородной, а в ряде случаев и с неоднородной полугрубой шерстью со значительным содержанием пуха. Наиболее высококачестввенными являются овчины из меха тонкорунных пород. Выделанная меховая овчина обладает более коротким меховым покровом, нежели шубная. В большинстве случаев идут на пошив меховых шапок, пальто и полупальто, воротников, и жакетов. Также применяются для утепления зимней обуви и перчаток, при этом волосяной покров обращён наружу. Натуральные цвета меховой овчины — белый, чёрный, а также другие цвета однотонных оттенков. Меховая овчина (путём крашения) может имитировать другие меха: например, леопарда, каракульчу, нутрию, выдру и т. д. Стриженая и покрашенная в тёмные оттенки (например, коричневый цвет) меховая овчина носит название циге́йка.
Шубные овчины — шкуры грубошёрстных овец с неоднородной (смешанной) шерстью и при этом длиной не менее 1,5 см (по другим данным 2,5 см). На шубные овчины идут шкуры с грубым шерстяным покровом, которые непригодны для меховых овчин. Применяются при пошивке тулупов, шуб, полушубков, бекеш, дублёнок, меховых пальто и безрукавок и тому подобных предметов одежды; при этом кожная часть овчин (мездра) обращена наружу, а шёрстный покров — внутрь. Из-за этого к шубным овчинам предъявляются повышенные требования: они должны быть прочными, влагостойкими, устойчивыми к трению и низким температурам, и при этом одновременно мягкими, лёгкими и эластичными. Шерстяной покров должен быть пушистыми и не подвергаться свойлачиванию. Как правило, шубная овчина красится в чёрный, коричневый, синий или зелёный цвета.
В кожевенном производстве используется овчина, по качеству волосяного покрова не подходящая для мехового и овчинно-шубного производства.